# Central de Minas
Central de Minas est une municipalité brésilienne de l'État du Minas Gerais et la microrégion de Mantena.